# Guðjón Valur Sigurðsson
Guðjón Valur Sigurðsson (Reykjavík, 1979. augusztus 8. –) izlandi kézilabdaedző, korábbi kézilabdázó.

## Pályafutása
Pályafutását a KA Akureyri együttesében kezdte. 2001-ben Németországba szerződött a TUSEM Essen gárdájához. Az Essennel 2005-ben EHF-kupát nyert. 2005 és 2008 között a VfL Gummersbach majd 2008 és 2011 között a Rhein-Neckar Löwen játékosa volt. 2011-től az AG Kopenhagen csapatát erősítette. Az ezt követő években Európa legerősebb bajnokságainak top csapataiban játszott, előbb két szezont a német bajnok THW Kielnél töltött, majd két szezont a spanyol bajnok FC Barcelonánál. Ez utóbbival 2015-ben megnyerte a Bajnokok ligáját is, a döntőben az MKB Veszprém KC csapatát legyőzve. Azon a meccsen 6 góljával Sigurðsson volt csapata egyik legeredményesebb játékosa. 2016-ban leigazolta a friss német bajnok, Rhein-Neckar Löwen. Első ott töltött évében csapata legeredményesebbjeként, a bajnokságban 201 gólt szerezve segítette címvédéshez a Rhein-Neckar Löwent. Az itt töltött három szezonjában nemzetközi szinten nem tudott azonban kiemelkedő eredményt elérni, mindháromszor a Bajnokok Ligája nyolcaddöntőjéig jutott. 2019-ben igazolt a francia bajnok Paris Saint-Germainhoz. 2020 áprilisában bejelentette visszavonulását.
2020-ban átvette a német másodosztályban szereplő VfL Gummersbach irányítását, amelyben korábban játékosként három szezont töltött.
A 2008. évi nyári olimpiai játékokon ezüst, míg a 2010-es Európa-bajnokságon bronzérmet szerzett a nemzeti csapat tagjaként. 2018. január 7-én a német válogatott ellen játszott barátságos meccsen szerzett két góljával 1798-ra nőtt válogatottbeli góljainak száma, amivel megjavította Kovács Péter rekordját a válogatottban szerzett gólok számát tekintve.

## Bajnoki statisztika
| Szezon    | Csapat              | Bajnokság      | Mérkőzések | Mezőnygól | Hetesek | Gólok |
| --------- | ------------------- | -------------- | ---------- | --------- | ------- | ----- |
| 2001/02   | TuSEM Essen         | Bundesliga     | 34         | 68        | 4       | 72    |
| 2002/03   | TuSEM Essen         | Bundesliga     | 32         | 123       | 0       | 123   |
| 2003/04   | TuSEM Essen         | Bundesliga     | 34         | 125       | 1       | 126   |
| 2004/05   | TuSEM Essen         | Bundesliga     | 34         | 176       | 1       | 177   |
| 2005/06   | VfL Gummersbach     | Bundesliga     | 34         | 193       | 70      | 263   |
| 2006/07   | VfL Gummersbach     | Bundesliga     | 34         | 217       | 4       | 221   |
| 2007/08   | VfL Gummersbach     | Bundesliga     | 26         | 120       | 31      | 151   |
| 2008/09   | Rhein-Neckar Löwen  | Bundesliga     | 33         | 122       | 71      | 193   |
| 2009/10   | Rhein-Neckar Löwen  | Bundesliga     | 18         | 53        | 0       | 53    |
| 2010/11   | Rhein-Neckar Löwen  | Bundesliga     | 17         | 44        | 0       | 44    |
| 2011/12   | AG Kopenhagen       | Håndboldligaen | 31         | 142       | 0       | 142   |
| 2012/13   | THW Kiel            | Bundesliga     | 34         | 77        | 0       | 77    |
| 2013/14   | THW Kiel            | Bundesliga     | 33         | 121       | 1       | 122   |
| 2014/15   | FC Barcelona        | Liga ASOBAL    | 29         | 112       | 23      | 135   |
| 2015/16   | FC Barcelona        | Liga ASOBAL    | 25         | 61        | 43      | 104   |
| 2016/17   | Rhein-Neckar Löwen  | Bundesliga     | 33         | 148       | 53      | 201   |
| 2017/18   | Rhein-Neckar Löwen  | Bundesliga     | 25         | 92        | 47      | 139   |
| 2018/19   | Rhein-Neckar Löwen  | Bundesliga     | 33         | 107       | 35      | 142   |
| 2019/20   | Paris Saint-Germain | LidlStarligue  | 18         | 52        | 0       | 52    |
| 2001–2010 | Összesen            | Összes bajnoki | 557        | 2153      | 384     | 2537  |

## Sikerei

### Válogatottban
- Olimpiai ezüstérmes: 2008
- Európa-bajnokság bronzérmes: 2010

### Klubcsapatban
- Bajnokok ligája győztese: 2015
- EHF-kupa győztes: 2005
- Izlandi bajnokság győztese: 2001
- Német bajnokság győztese: 2013, 2014, 2017
- Német kézilabdakupa győztese: 2013, 2018
- Spanyol bajnokság győztese: 2015, 2016
- Francia bajnokság győztese: 2020

### Egyéni
- A 2007-es világbajnokságon 66 találattal gólkirályi címet szerzett.
- A 2008. évi nyári olimpiai játékokon beválasztották az All Star csapatba.
- A 2012-es Európa-bajnokságon beválasztották az All Star csapatba.